# L16 81mm Mortar
L16 81mm Mortar britanski je minobacač kojeg vojska Velike Britanije koristi kao standardni minobacač. Verzija koju koriste američke oružane snage poznatija je pod nazivom M252. Australija koristi verziju naziva F2 81mm Mortar. 
Uveden je u britanske oružane snage tokom 1965. i 66. kao zamjena za stariji minobacač Ordnance ML 3 inch Mortar.
U oklopnim i mehaniziranim bataljunima, minobacač L16 je montiran na vozilu, obično verzija FV 432AFV. U "laganijim" bataljunima L16 se obično prevozi na vozilu, ali se iz njega puca tek dok je postavljen na zemlju.
Također, ovaj minobacač može se rastaviti te ga vojnici mogu prenositi. Međutim, to može biti prilično opasno i teško za sve koji su uključeni u takav transport. Primjerice, ostatak bataljuna koji ne prenosi dijelove minobacača, prenosi mine. Tako svaki vojnik osim standardne opreme prenosi i četiri granate.

## Korisnici:
| - Australija - Austrija - Bahrein - Brazil - Gvajana - Indija - Jamajka - Japan - Jemen - Kanada - Katar - Kenija - Malavi - Malezija |  | - Malta - Maroko - Nigerija - Nizozemska - Norveška - Novi Zeland - Oman - Portugal - SAD - Somalija - Ujedinjeni Arapski Emirati - Ujedinjeno Kraljevstvo - Zimbabve |